# Heinrich Brück
Pour les articles homonymes, voir Brück.
Heinrich Brück (25 octobre 1831, Bingen am Rhein - 5 novembre 1903, Mayence) est un prélat allemand, évêque de Mayence.

## Biographie
Né à Bingen am Rhein, Heinrich Brück est le fils d'un vigneron tonnelier. Tout en apprenant le métier de son père, il suit parallèlement des leçons particulières, lui permettant de réussir en 1851 l'examen de fin d'études. Après des études supérieures à Rome et à Mayence, il est ordonné prêtre le 30 mars 1855.
Brück est nommé professeur au séminaire diocésain de Mayence en 1861, où il travaille jusqu'à son élection épiscopale, sauf de 1878 à 1887, lorsque le séminaire est fermé pendant le Kulturkampf.
Heinrich Brück est choisi en 1899 par le chapitre de Mayence. Après la mort de l'évêque Haffner, le 2 novembre 1899, il devient évêque : le 21 décembre de la même année, il est élu évêque de Mayence. Il reçoit l'ordination épiscopale le 20 mai 1900 des mains de l'archevêque de Fribourg, Thomas Nörber (de), avec Paul Wilhelm von Keppler (de), évêque de Rottenburg, comme coconsécrateur.
En 1901, le nouveau bâtiment de l'école Sainte-Marie est inauguré, en présence de l'évêque Brück, par le gouverneur Paul von Collas (de), le maire Heinrich Gassner (de), les chanoines du chapitre de Mayence et bien d'autres personnalités.